# بازبینی آثار بهائیت قبل از انتشار
بازبینی آثار بهائیت قبل از انتشار تاکید می‌کند که مطالبی که افراد بهائی دربارهٔ این آیین منتشر میکنند قبل از انتشار توسط موسسات بهائی بررسی شود تا از بروز اشتباهات ممکن در آنها جلوگیری شود. موسسات بهائی دلیل این بررسی را محافظت از سوء برداشت از تعالیم دیانت بهائی و پرهیز از ارائه تصویری ناکامل و یا اشتباه از این آئین که هنوز در مراحل اولیه است وحقایق پایه‌ای آن در افکار عمومی جا نیفتاده است می‌دانند.

## تاریخچه
بهاءالله به نویسندگان بهائی توصیه میکند که به روشی بنویسند که جذاب قلوب باشد؛ در نامه ای به یکی از بهائیان وی عموم پیروانش را انذار می کند که چیزی را که باعث اختلاف و اعتراض  بهائی‌ستیزان میشود مندرج نکنند. بهاءالله همچنین توصیه میکند که هر آنچه نوشته می شود نباید از مرزهای ادب، درایت و خرد عدول کند  ؛ «باید حکیم دانا اول به کلمه ای که خاصیت شیر در او باشد تکلم نماید تا اطفال روزگار تربیت شوند و به غایت قصوای وجود انسانی که مقام ادراک و بزرگی است فائز گردند.» در جایی دیگر وی بهاییان را به حکمت هدایت میکند و میگوید که یک کلمه میتواند به مثابه نسیم بهار دلها را تازه و خرم کند، در حالی که دیگری مانند آفتی شکوفه ها و گلها را بخشکاند، و به نویسندگان بهایی توصیه می کند به گونه ای بنویسند که مورد قبول افراد منصف باشد، و موجب خرده گیری مردمان نشود.
نیاز به بازبینی آثار بهایی  برای نخستین بار توسط عبدالبهاء مطرح شد. همان‌طور که شوقی افندی نقل می کند؛ عبدالبهاء پس از اینکه به شخصه ترجمه عربی اشراقات (یکی از نوشته‌های فارسی بهاءالله) توسط شیخ فرج را تصحیح کرد، از او خواست  که ترجمه یادشده را به محفل  قاهره ارسال کند، تا پیش از انتشار به تایید آنها برساند. وی برای جلوگیری از سردرگمی و بی نظمی، رسمیت ترجمه آثار بهایی را مشروط به تایید محافل  کرد. شوقی افندی تاکید می کند که بنابر خواسته عبدالبهاء هیچ نوشته‌ای نباید شخصاً از جانب بهائیان در اختیار عموم قرار گیرد، مگر اینکه ابتدا  توسط محفل  محلی یا ملی خود (بنابر اهمیت و دامنه موضوع) کاملاً مورد تایید قرار گرفته باشد.  به گفته او به دلیل طفولیت امر بهائی، صحت اطلاعات ارائه شده در مورد آن نیاز به تایید دارد زیرا یک اظهار نظر نادرست می تواند صدمات زیادی به آن وارد کند. به عقیده او: «آنها [اعضای محافل محلی] باید در این دوران که امر[بهائی] هنوز در مرحله طفولیت  است، بر تمامی انتشارات و ترجمه های بهائی نظارت کنند، و به طور کلی ارائه و توزیع موقر و دقیقی از آثار بهائی را برای عموم فراهم کنند.»
شوقی افندی دستورالعمل بازبینی آثار بهائی را در شرح وظایف محافل ملی گنجاند؛ آنها هم با تصویب وی این دستورالعمل را در قانون اساسی خود درج نمودند. این نیاز موقت می‌باشد و به منظور محافظت از وجهه  آئین بهائی در مراحل اولیه رشد آن در نظر گرفته شده است.

## دلائل و اهداف
بررسی آثار بهائی قبل از انتشار اهدافی چون بررسی دقت، صحت و تطابق مطالب با آموزه‌های بهائی، جلوگیری از سوء تعبیرات و ارائه‌های  احتمالی توسط پیروان آئین بهائی را دنبال میکند.

### بررسی صحت مطالب
بنا به گفته بیت العدل اعظم کارکرد بازبینی اساساً نظارت بر مطالب مؤلف در شرح دیانت بهائی و آموزه‌های آن است که احتمالاً بررسی صحت ارجاعات به آیات آئین بهائی را نیز شامل میشود. این کارکرد را نباید با ارزیابی شایستگی ادبی یک اثر یا ارزش آن برای چاپ اشتباه گرفت، که به‌طور معمول حق ناشر می‌باشد.

### محافظت امر بهایی از ارائه نادرست پیروان
بنا به گفته بیت العدل اعظم مقصد از بازبینی، محافظت امر بهایی است در مقابل سوء تعبیرات و ارائه‌هایی  که در این مرحلهء اولیه حیات آن، هنگامی که نسبتاً، افراد اندکی، درک درستی از آن دارند، توسط پیروانش، صورت می پذیرد. یک عرضه و ارائه اشتباه از تعالیم بهائی توسط یک محقق بهائی در یک ژورنال علمی می تواند به مراتب بیشتر از یک ارائه نادرست توسط یک نویسنده ناشناس بهائی بدون هیچ ادعای پژوهشی آسیب برساند.

### اطمینان از ارائه موقر
بنا به گفته بیت العدل اعظم این وظیفه همه بهائیان است که امر بهائی را به شکلی شایسته و موقر ارائه دهند و بنابراین هنگام نوشتن مقاله در مورد امر بهائی باید نوع مجله یا نشریه‌ای را که در آن مقاله چاپ می شود، مورد توجه قرار دهند. در صورت وجود هر سؤالی درباره ماهیت آن، باید با محفل  ملی مشورت کنند. علاوه بر این، همه نویسندگان باید در نظر داشته باشند که هر چیزی که برای انتشار درباره امر نوشته شده است، باید قبل از ارائه به ناشران بررسی شود.

## روش و عملکرد
در حال حاضر نویسندگان بهایی ملزم هستند که نوشتجات خود را که پیرامون  موضوعات بهایی است، برای بازبینی به محافل روحانی محلی یا ملی ارسال کنند. این الزام برای نویسندگان غیر بهایی وجود ندارد. نکات ذیل را در مورد نحوه این بررسی باید خاطرنشان کرد:

### داوری همتا (pee-review)
بازبینی آثار بهایی قبل از انتشار باید به عنوان یک داوری همتا (pee-review) مشاهده شود که  در ارزیابی کارهای علمی بسیار رایج است. بیت العدل اعظم شرح میدهد که در این دوران اولیه دیانت بهایی فقط افراد بهایی که دارای درک گسترده و عمیقی از تعالیم بهایی هستند، قادرند نظرات سازنده ای را که باید قبل از انتشار تالیفات ملاحظه شود ارائه کنند.
برای تسهیل این فرایند نویسندگان بهایی خود میتوانند افرادی از نزدیکان و همکاران خود برای بازنگری و ارزیابی اثر به محفل پیشنهاد کنند.  هرچند، محفل ملی با حفظ انعطاف باید روند بررسی را کنترل کند و مستقل از نظرات بازبینان منتخب قضاوت خود را اعمال نماید.

### امر موقتی
باید به خاطر داشت که بازبینی آثار بهایی قبل از انتشار امری موقتی و مختص دوران اولیه دیانت بهایی است و با رشد و شناخته شدن دیانت بهایی این الزام حذف خواهد شد. بنا بر گفته بیت العدل اعظم، بازبینی - با حفظ اصل آزادی بیان - تا زمانی که تاریخ و تعالیم بهایی در جهان شناخته شود ادامه خواهد داشت.

### قابل تجدید نظر
فرایند بازبینی  منعطف و قابل تجدیدنظر است. از آنجا که هیئت بازبینی ممکن است دچار خطا شود، پژوهشگر بهائی میتواند درخواست  تجدید نظر خود را تا بیت العدل اعظم دنبال  کند. به گفته بیت العدل اعظم طبیعی است اعضای هیئت های بازبینی تألیفات گه‌گاه در نظرات خود مرتکب اشتباه شده و یا به حد نامعقولی از درک مطالب باز مانند. چنین اشتباهات و اختلاف نظرها باید از طریق گفتگو میان نویسنده و اعضای هیئت های بازبینی حل و فصل گردد. اگر نتیجهٔ این گفتگوها رضایت بخش نباشد نویسنده می تواند از محفل روحانی ملی خود در خواست تجدید نظرکند، و اگر این نیز مشکل راحل نکند آن وقت می تواند این درخواست را از بیت العدل اعظم نماید.